# Nae Lăzărescu

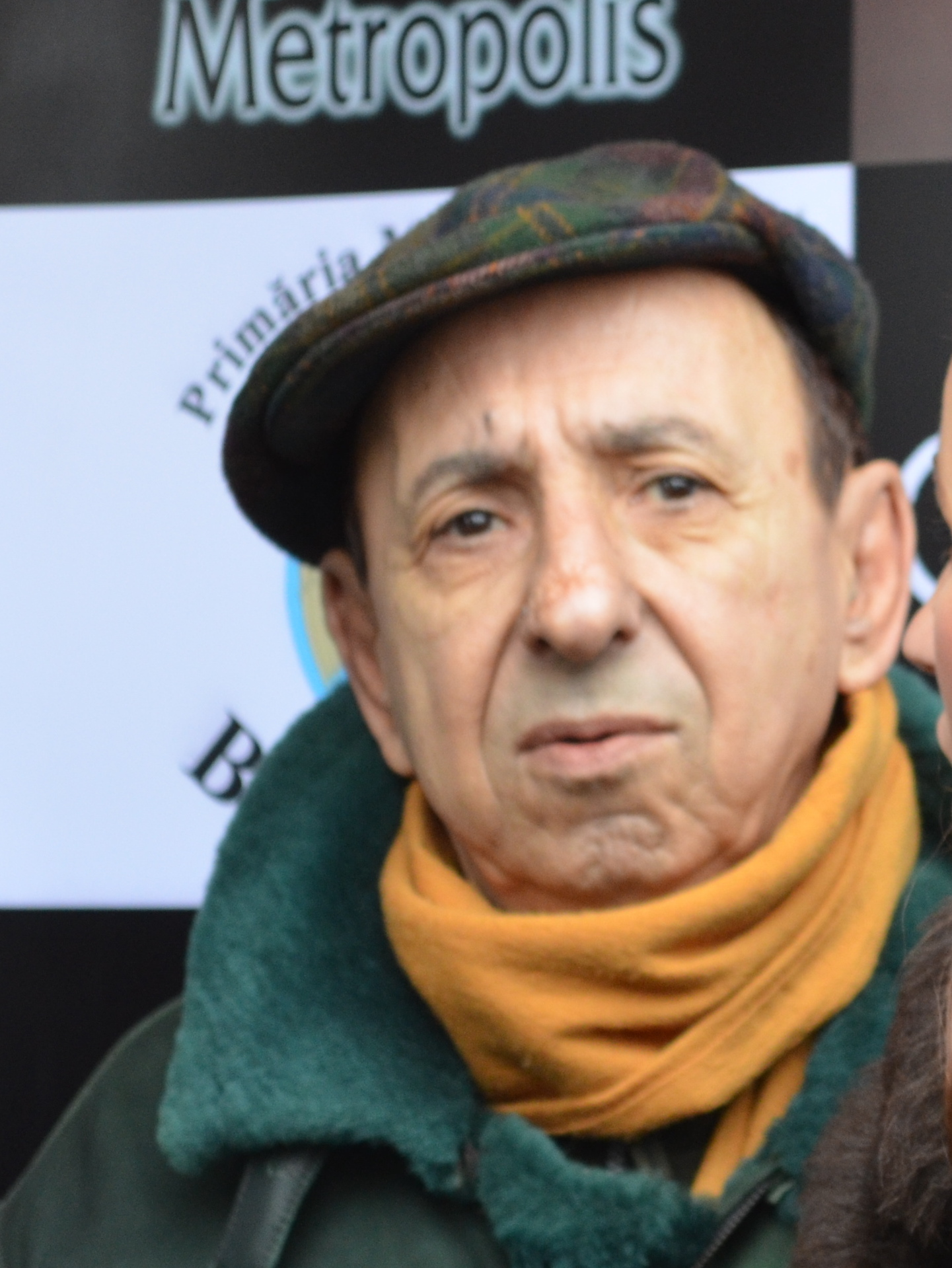
Nae Lazarescu.

Nae Lăzărescu (8 de septiembre de 1941 - 19 de diciembre de 2013) fue un actor de televisión, cine y teatro rumano, así como un famoso comediante.
Nacido en Bucarest, Rumania, Lăzărescu comenzó su carrera en 1963. Lăzărescu era conocido por su trabajo con el Teatro Constantin Tănase. También es famoso por el dúo cómico "Nae şi Vasile", en el que apareció junto con el también actor y amigo de mucho tiempo Vasile Muraru durante los últimos 20 años. En los últimos años, hizo apariciones recurrentes en un show especial de Eva TV de Año Nuevo en Antena 1.
Nae Lăzărescu murió de una enfermedad hepática crónica, el 19 de diciembre de 2013, a los 72 años de edad, en Bucarest, Rumania. Será enterrado el 21 de diciembre en Focșani, Vrancea.